# Васильева, Юлия Ивановна
Ю́лия Ива́новна Васи́льева (род. 23 марта 1987) — российская легкоатлетка, специалистка по бегу на средние и длинные дистанции. Выступает на профессиональном уровне с 2006 года, чемпионка России в беге на 5000 метров, многократная победительница и призёрка первенств всероссийского значения, участница чемпионата мира в помещении в Стамбуле. Представляет Самарскую область, Тольятти. Мастер спорта России международного класса.

## Биография
Юлия Васильева родилась 23 марта 1987 года. Занималась лёгкой атлетикой в Детско-юношеской спортивной школе № 21 в Уфе, проходила подготовку под руководством тренеров В. Чернова, Е. Ш. Яковлевой, С. А. Попова, Е. И. Поповой.
Впервые заявила о себе в сезоне 2006 года, выступив на юниорском всероссийском первенстве в Туле.
В 2008 году стартовала в 1500-метровой дисциплине на чемпионате России среди молодёжи в Челябинске.
В 2009 году в беге на 5000 метров одержала победу на чемпионате России среди молодёжи в Казани. Попав в состав российской сборной, выступила на молодёжном европейском первенстве в Каунасе.
В 2010 году выиграла бег на 2000 метров на Мемориале Яламова в Екатеринбурге, бежала 5000 метров на чемпионате России в Саранске, с башкирской командой стала серебряной призёркой в эстафете 4 × 1500 метров на чемпионате России по эстафетному бегу в Сочи.
В 2011 году в беге на 5000 метров финишировала четвёртой на зимнем чемпионате России в Москве, завоевала бронзовую и золотую награды на чемпионате России по эстафетному бегу в Сочи в эстафетах 4 × 800 и 4 × 1500 метров соответственно.
В 2012 году на зимнем чемпионате России в Москве превзошла всех соперниц на дистанции 3000 метров. Благодаря этой победе удостоилась права защищать честь страны на чемпионате мира в помещении в Стамбуле — в предварительном квалификационном забеге дисциплины 3000 метров показала результат 9:17.60, чего оказалось недостаточно для выхода в финал. На летнем чемпионате России в Чебоксарах выиграла бег на 5000 метров, также стала серебряной призёркой в эстафете 4 × 1500 метров на чемпионате России по эстафетному бегу в Адлере.
В 2013 году помимо прочего взяла бронзу на Кубке России в Ерино и на Мемориале Куца в Москве, финишировала шестой на чемпионате России в Москве.
В 2014 году победила в эстафетах 4 × 800 и 4 × 1500 метров на чемпионате России по эстафетному бегу в Адлере. Во втором случае установила ныне действующий рекорд России — 17:24.65.
В 2015 году в 5000-метровой дисциплине выиграла бронзовую медаль на Кубке России в Ерино, была четвёртой и пятой в беге на 1500 и 5000 метров на чемпионате России в Чебоксарах, завоевала золото в эстафете 4 × 1500 метров на чемпионате России по эстафетному бегу в Адлере.
В 2016 году на зимнем чемпионате России в Москве финишировала шестой на дистанциях 3000 и 5000 метров, бежала 1500 метров на летнем чемпионате России в Чебоксарах, выиграла эстафету 4 × 1500 метров на чемпионате России по эстафетному бегу в Адлере.
В 2017 году бежала 1500 и 3000 метров на зимнем чемпионате России в Москве, взяла бронзу в эстафете 4 × 800 метров на чемпионате России по эстафетному бегу в Адлере.
В 2019 году стартовала на зимнем чемпионате России в Москве и на летнем чемпионате России в Чебоксарах.
В 2020 году в беге на 5000 метров получила серебро на Кубке Европы в Брянске, выступила на чемпионате России в Челябинске.
В 2021 году в той же дисциплине показала четвёртый результат на Кубке России в Брянске.
В 2022 году помимо прочего завоевала бронзовую нагару в беге на 10 000 метров на Всероссийской Спартакиаде в Челябинске.
За выдающиеся спортивные достижения удостоена почётного звания «Мастер спорта России международного класса».